# Jacques Vivroux
Jacques Vivroux, né à Liège en 1703 et mort en 1777, est un sculpteur du XVIIIe siècle qui exerça principalement dans la Principauté de Liège. Avec Jean Del Cour, Cornélis Vander Veken, Arnold de Hontoire, Guillaume Évrard et François-Joseph Dewandre, il est considéré comme un des sculpteurs baroques les plus importantes de la Principauté.

## Biographie
Peu connu de son vivant, Jacques Vivroux fait partie d'une famille dont sont issus un grand nombre d'architectes, sculpteurs, décorateurs et fabricants de meubles liégeois tels que Henri Vivroux (1737-1807), Jacques-Joseph Vivroux (1765-1835), Auguste-Marie Vivroux (1795-1867), Auguste Vivroux (1824-1899) et Clément Vivroux (1831-1896).
Il est baptisé le 5 février 1703 à l'église Saint-Remacle-au-Pont à Liège. Ses parents étaient Henry Vivroux et Catherine Laguesse. Concernant sa jeunesse, on sait qu'il fait un voyage d'étude en Italie de plusieurs années et qu'il fut apprenti du sculpteur liégeois Jean Hans, qui avait été lui-même disciple de Jean Del Cour. En 1736, il vit avec sa première épouse Marguerite Decharneux dans la rue des Carmes. En tant que sculpteur, il était membre du métier des charpentiers. En 1738, avec d'autres sculpteurs dont Gérard Van der Planck, il entre en conflit avec les règles strictes du métier, démêles qui reprendront en 1762.

## Œuvres
- Statue en bois de Saint Roch, collégiale Saint-Jean, Liège.
- Statue en bois de deux archanges, collégiale Saint-Barthélemy, Liège.
- Statues en bois de la Vierge à l'Enfant et Saint Martin de Tours, basilique Saint-Martin, Liège.
- Statue en bois de Sainte Barbara, église Saint-Antoine, Liège.
- Statue en bois de Saint Alexis, chapelle Saint-Roch, Liège.
- Statues en bois de Saint Hubert, Saint Margaret et Saint Jean-Népomucène, église Sainte-Marguerite, Tihange.
- Statue en bois de Saint Laurent, église de Neufchâteau, Dalhem.

## Sources
- (nl) Cet article est partiellement ou en totalité issu de l’article de Wikipédia en néerlandais intitulé « Jacques Vivroux » (voir la liste des auteurs).